# Јерменија на Европском првенству у атлетици у дворани 2019.
Јерменија је учествовала 35. Европском првенству у дворани 2019 који се одржао у Глазгову, Шкотска, од 1. до 3. марта. Ово је било једанаесто Европско првенство у атлетици у дворани од 1996. године када је Јерменија први пут учествовала, пропустила је првенство одржано 2002 године. Репрезентацију Јерменије представљала су 2 спортиста (2 мушкарца) који су се такмичили у 2 дисциплине (2 мушке).
На овом првенству представници Јерменије нису освојили ниједну медаљу нити су остварили неки резултат.

## Учесници
Мушкарци:
- Yervand Mkrtchyan — 1.500 м
- Левон Агхасиан — Троскок

## Резултати

### Мушкарци
| Атлетичар         | Дисциплина | Лични рекорд | Квалификације | Квалификације | Полуфинале   | Полуфинале | Финале                | Финале       | Детаљи |
| Атлетичар         | Дисциплина | Лични рекорд | Резултат      | Место         | Резултат     | Место      | Резултат              | Место        | Детаљи |
| ----------------- | ---------- | ------------ | ------------- | ------------- | ------------ | ---------- | --------------------- | ------------ | ------ |
| Yervand Mkrtchyan | 1.500 м    | 3:44,55 НР   | 3:49,25       | 6. у гр. 1    |              |            | Нису се квалификовали | 17 / 25 (28) |        |
| Левон Агхасиан    | Троскок    | 16,79        | 16,38         | 10.           | 10 / 18 (19) |            | Нису се квалификовали |              |        |